# شیمپی فوکوکا
شیمپی فوکوکا (انگلیسی: Shimpei Fukuoka؛ زادهٔ ۲۷ ژوئن ۲۰۰۰) بازیکن فوتبال اهل ژاپن است.